# Francisco Ávila Romero
Francisco Ávila Romero (Málaga, 1975) es un empresario e inversor español centrado en el ámbito educativo y tecnológico. Cofundador del Instituto MEDAC y promotor de la universidad online UTAMED, ha desarrollado proyectos que buscan innovar la formación profesional y superior.

## Formación académica
Paco Ávila cursó estudios de Ingeniería Técnica en Informática de Gestión por la Universidad de Málaga. Su perfil profesional también refleja formación en gestión empresarial, incluyendo programas de alta dirección en instituciones como IESE Business School.

## Trayectoria profesional

### Instituto Medac
Francisco Ávila es un empresario español vinculado al sector de la educación. Es uno de los fundadores del Instituto Oficial de Formación Profesional MEDAC, entidad especializada en formación profesional de grado medio y superior, con presencia en varias comunidades autónomas de España. MEDAC fue reconocida como centro autorizado por las administraciones educativas correspondientes y logró una amplia expansión nacional en la década de 2010.
En 2023, el fondo de inversión estadounidense KKR adquirió una participación mayoritaria en el Instituto MEDAC. La operación se cerró con una valoración superior a los 200 millones de euros. La transacción fue acordada con Paco Ávila y el fondo de capital privado español Quarza Real Partners, con el objetivo de impulsar la expansión de MEDAC en el sector educativo.

### Universidad Tecnológica Atlántico-Mediterráneo(UTAMED)
En 2022 se anunció la creación de UTAMED, una universidad privada de modalidad exclusivamente online, con sede en Andalucía. El proyecto fue impulsado por varios socios fundadores, entre ellos Francisco Ávila. UTAMED se presenta como la primera universidad digital nacida en el marco de la nueva legislación española sobre universidades privadas. Fue oficialmente autorizada por el Gobierno de España mediante Real Decreto 1171/2023, de 27 de diciembre.

## Inversiones empresariales
Además de su trayectoria en el ámbito educativo, Paco Ávila ha desarrollado una faceta como inversor en empresas tecnológicas. 
- CoverManager: compañía dedicada al desarrollo de software de gestión para restaurantes. Esta empresa ha atraído inversión por parte de reconocidas figuras del mundo empresarial y deportivo.[7]
- Playtomic: una plataforma para la reserva de instalaciones deportivas.
- Auro: empresa de movilidad urbana con una flota propia de vehículos VTC.
- Genially: herramienta online para la creación de contenidos interactivos para presentaciones y comunicaciones.[8]

Estas inversiones reflejan su interés en apoyar proyectos innovadores en sectores como el deporte, la movilidad y la tecnología educativa.